# Discografia de Guns N' Roses
Guns N' Roses é uma banda de hard rock norte-americana formada em Los Angeles, Califórnia, em 1985 e que passou por várias mudanças de formação e controvérsias desde a sua criação, sendo que hoje em dia o vocalista Axl Rose, o guitarrista Slash, o baixista Duff McKagan os únicos remanescentes da formação clássica.
A discografia da banda consiste em cinco álbuns de estúdio, dois EP, um álbum ao vivo e três DVDs, sendo que o álbum mais recente da banda é Chinese Democracy, lançado em 2008 como primeiro trabalho com novas faixas desde The Spaghetti Incident?, de 1993. A banda também possui em sua discografia canções que entraram para a história do rock como "Welcome to the Jungle", "Paradise City", "Don't Cry", "Sweet Child o' Mine", "Patience", "November Rain" e muitas outras.
O grupo já vendeu mais de 100 milhões de cópias em todo o mundo, sendo cerca de 43 milhões somente nos Estados Unidos; só o álbum de estreia, de 1987, Appetite for Destruction, vendeu cerca de 30 milhões de cópias no mundo todo e mais de 17 milhões só nos Estados Unidos, o que o torna o álbum de estreia mais bem-sucedido da história além de ser o décimo primeiro álbum mais vendido da história americana.

## Álbuns de estúdio
| Ano                        | Detalhes | Posições | Posições | Posições | Posições | Posições | Posições | Posições | Posições | Posições | Posições | Posições | Posições | Certificações (vendas)                                                                |
| Ano                        | Detalhes | EUA      | AUS      | AUT      | CAN      | FIN      | IRE      | HOL      | NOR      | ESP      | SUE      | SUI      | RU       | Certificações (vendas)                                                                |
| -------------------------- | --- | -------- | -------- | -------- | -------- | -------- | -------- | -------- | -------- | -------- | -------- | -------- | -------- | ------------------------------------------------------------------------------------- |
| 1987                       | Appetite for Destruction - Lançamento: 21 de Julho de 1987 - Gravadora: Geffen (#24148) - Formato: CD, LP, CS     | 1        | 7        | 3        | 3        | 4        | 11       | 53       | 9        | —        | 32       | 7        | 5        | - Vendas mundiais: 30 milhões - 18× Platina (Diamante) - Diamante - 3× Platina - Ouro |
| 1988                       | G N' R Lies - Lançamento: 29 de Novembro de 1988 - Gravadora: Geffen (#24198) - Formato: CD, LP, CS               | 2        | 18       | 10       | 13       | —        | —        | —        | 6        | —        | 7        | 15       | 22       | - Vendas nos EUA: 5 milhões - 5× Platina - Ouro - Ouro                                |
| 1991                       | Use Your Illusion I - Lançamento: 17 de Setembro de 1991 - Gravadora: Geffen (#24415) - Formato: CD, LP, CS       | 2        | 2        | 2        | 1        | 2        | 28       | 21       | 3        | 46       | 3        | 3        | 2        | - Vendas mundiais: 17 milhões - 7× Platina - 9× Platina - Platina - Platina           |
| 1991                       | Use Your Illusion II - Lançamento: 17 de Setembro de 1991 - Gravadora: Geffen (#24420) - Formato: CD, LP, CS      | 1        | 1        | 1        | 1        | 3        | 29       | 18       | 2        | 61       | 4        | 2        | 1        | - Vendas mundiais: 16 milhões - 7× Platina - 9× Platina - Platina - Platina           |
| 1993                       | The Spaghetti Incident? - Lançamento: 23 de Novembro de 1993 - Gravadora: Geffen (#24617) - Formato: CD, LP, CS   | 4        | 1        | 4        | 3        | —        | —        | 4        | 2        | —        | 2        | 3        | 2        | - Vendas nos EUA: 1 milhão - Platina - 3× Platina - Ouro - Platina                    |
| 2008                       | Chinese Democracy - Lançamento: 23 de Novembro de 2008 - Gravadora: Geffen (#0602517906075) - Formato: CD, LP, DD | 3        | 3        | 3        | 1        | 1        | 3        | 4        | 2        | 8        | 4        | 1        | 2        | - Vendas mundiais: 2 milhões - Platina - Platina - Platina                            |
| "—" não chegou às tabelas. | |          |          |          |          |          |          |          |          |          |          |          |          |                                                                                       |

## Álbuns ao vivo
| Ano  | Detalhes                                                                                                   | Posições | Posições | Posições | Posições | Posições | Posições | Posições | Posições | Posições | Posições | Certificações (vendas)     |
| Ano  | Detalhes                                                                                                   | EUA      | AUT      | FIN      | IRL      | HOL      | NOR      | NZ       | ESP      | SUE      | SUI      | Certificações (vendas)     |
| ---- | --- | -------- | -------- | -------- | -------- | -------- | -------- | -------- | -------- | -------- | -------- | -------------------------- |
| 1999 | Live Era: '87-'93 - Lançamento: 23 de Novembro de 1999 - Gravadora: Geffen (#490514) - Formato: CD, LP, CS | 45       | 29       | 29       | 49       | 16       | 17       | 32       | 96       | 49       | 31       | - Ouro - 3× Platina - Ouro |

## Coletâneas
| Ano                        | Detalhes                                                                                    | Posições | Posições | Posições | Posições | Posições | Posições | Posições | Posições | Posições | Posições | Posições | Posições | Posições | Posições | Posições | Certificações (vendas)                        |
| Ano                        | Detalhes                                                                                    | EUA      | AUS      | AUT      | DIN      | FIN      | IRL      | ITA      | HOL      | NOR      | NZ       | POR      | ESP      | SUE      | SUI      | RU       | Certificações (vendas)                        |
| -------------------------- | ------------------------------------------------------------------------------------------- | -------- | -------- | -------- | -------- | -------- | -------- | -------- | -------- | -------- | -------- | -------- | -------- | -------- | -------- | -------- | --------------------------------------------- |
| 1998                       | Use Your Illusion - Lançamento: 25 de Agosto de 1998 - Gravadora: Geffen - Formato: CD      | —        | —        | —        | —        | —        | —        | —        | —        | —        | —        | —        | —        | —        | —        | —        | - Ouro                                        |
| 2004                       | Greatest Hits - Lançamento: 23 de Março de 2004 - Gravadora: Geffen (9862108) - Formato: CD | 3        | 6        | 1        | 4        | 1        | 1        | 2        | 3        | 1        | 1        | 7        | 26       | 2        | 2        | 1        | - 5× Platina - 8× Platina - 6× Platina - Ouro |
| "—" não chegou às tabelas. |                                                                                             |          |          |          |          |          |          |          |          |          |          |          |          |          |          |          |                                               |

## EPs
| Ano  | Detalhes | Posições | Posições | Posições | Posições |
| Ano  | Detalhes | AUS      | HOL      | NOR      | RU       |
| ---- | --- | -------- | -------- | -------- | -------- |
| 1986 | Live ?!*@ Like a Suicide - Lançamento: 16 de Dezembro de 1986 (Apenas EUA) - Gravadora: UZI Suicide (USR-001) - Formato: LP | N/D      | N/D      | N/D      | N/D      |
| 1987 | Live from the Jungle - Lançamento: 1987 (Apenas Japão) - Gravadora: Geffen (25XD-977) - Formato: CD                         | N/D      | N/D      | N/D      | N/D      |
| 1993 | Civil War (EP) - Lançamento: 24 de Maio de 1993 - Gravadora: Geffen (GFSTD 43) - Formato: CD                                | 45       | 16       | 10       | 11       |

## Singles
| Ano                        | Título                      | Posições | Posições | Posições | Posições | Posições | Posições | Posições | Posições | Posições | Posições | Posições | Posições | Posições | Posições | Posições | Álbum                                      |
| Ano                        | Título                      | EUA      | US Main. | AUS      | AUT      | DIN      | FIN      | FRA      | IRL      | ITA      | HOL      | NOR      | NZ       | SUE      | SUI      | RU       | Álbum                                      |
| -------------------------- | --------------------------- | -------- | -------- | -------- | -------- | -------- | -------- | -------- | -------- | -------- | -------- | -------- | -------- | -------- | -------- | -------- | ------------------------------------------ |
| 1987                       | "It's So Easy"              | —        | —        | —        | —        | —        | —        | —        | —        | —        | —        | —        | —        | —        | —        | 84       | Appetite for Destruction                   |
| 1987                       | "Welcome to the Jungle"     | 7        | 37       | 41       | —        | —        | —        | —        | 14       | —        | —        | —        | —        | —        | —        | 24       | Appetite for Destruction                   |
| 1988                       | "Sweet Child o' Mine"       | 1        | 7        | 11       | —        | —        | —        | —        | 4        | —        | 26       | —        | —        | 27       | 15       | 6        | Appetite for Destruction                   |
| 1989                       | "Paradise City"             | 5        | 14       | 48       | —        | —        | —        | —        | 1        | —        | 4        | 4        | —        | 3        | 7        | 6        | Appetite for Destruction                   |
| 1989                       | "Nightrain"                 | 93       | 26       | —        | —        | —        | —        | —        | 2        | —        | —        | —        | —        | —        | —        | 17       | Appetite for Destruction                   |
| 1989                       | "Patience"                  | 4        | 7        | 16       | —        | —        | —        | —        | 2        | —        | 4        | —        | —        | —        | 16       | 10       | G N' R Lies                                |
| 1991                       | "You Could Be Mine"         | 29       | 3        | 3        | 8        | —        | —        | 8        | 2        | —        | 5        | 2        | —        | 2        | 2        | 3        | Use Your Illusion II                       |
| 1991                       | "Don't Cry"                 | 10       | 3        | 5        | —        | —        | —        | 25       | 1        | —        | 6        | 2        | —        | 9        | 3        | 8        | Use Your Illusion I                        |
| 1991                       | "Live and Let Die"          | 33       | 20       | 10       | 27       | —        | —        | 39       | 5        | —        | 12       | 3        | —        | 15       | 19       | 5        | Use Your Illusion I                        |
| 1992                       | "November Rain"             | 3        | 15       | 5        | 27       | —        | —        | 18       | 3        | —        | 4        | 7        | —        | 38       | 8        | 4        | Use Your Illusion I                        |
| 1992                       | "Knockin' on Heaven's Door" | —        | 18       | 12       | 3        | —        | —        | 7        | 1        | —        | 1        | 6        | —        | 10       | 5        | 2        | Use Your Illusion II                       |
| 1992                       | "Yesterdays"                | 72       | 13       | 14       | 18       | —        | —        | —        | 5        | —        | 6        | 5        | —        | 16       | 19       | 8        | Use Your Illusion II                       |
| 1993                       | "Ain't It Fun"              | —        | 8        | —        | —        | —        | —        | —        | 14       | —        | 22       | 3        | 36       | 5        | 15       | 9        | The Spaghetti Incident?                    |
| 1994                       | "Estranged"                 | —        | 16       | 40       | —        | —        | —        | —        | —        | —        | —        | —        | 28       | 26       | 41       | —        | Use Your Illusion II                       |
| 1994                       | "Since I Don't Have You"    | 69       | —        | 47       | —        | —        | —        | 28       | 16       | —        | —        | —        | 48       | 40       | —        | 10       | The Spaghetti Incident?                    |
| 1994                       | "Hair of the Dog"           | —        | 11       | —        | —        | —        | —        | —        | —        | —        | —        | —        | —        | —        | —        | —        | The Spaghetti Incident?                    |
| 1994                       | "Sympathy for the Devil"    | 55       | 10       | 12       | 17       | —        | —        | 15       | 5        | —        | 9        | 5        | 13       | 7        | 15       | 9        | Banda sonora de Interview with the Vampire |
| 1999                       | "Oh My God"                 | —        | 26       | —        | —        | —        | —        | —        | —        | —        | —        | —        | —        | —        | —        | —        | Banda sonora de End of Days                |
| 2008                       | "Chinese Democracy"         | 34       | 5        | 54       | 26       | 23       | 3        | —        | 32       | 7        | 15       | 1        | 27       | 3        | 11       | 27       | Chinese Democracy                          |
| 2008                       | "Better"                    | —        | 18       | —        | —        | —        | —        | —        | —        | —        | —        | —        | —        | —        | —        | —        | Chinese Democracy                          |
| 2009                       | "Street of Dreams"          | —        | —        | —        | —        | —        | —        | —        | —        | —        | —        | —        | —        | —        | —        | —        | Chinese Democracy                          |
| 2021                       | "Absurd"                    | —        | —        | —        | —        | —        | —        | —        | —        | —        | —        | —        | —        | —        | —        | —        | Hard Skool                                 |
| 2021                       | "Hard Skool"                | —        | —        | —        | —        | —        | —        | —        | —        | —        | —        | —        | —        | —        | —        | —        | Hard Skool                                 |
| 2023                       | "Perhaps"                   | —        | —        | —        | —        | —        | —        | —        | —        | —        | —        | —        | —        | —        | —        | 14       | "Perhaps" / "The General"                  |
| 2023                       | "The General"               | —        | —        | —        | —        | —        | —        | —        | —        | —        | —        | —        | —        | —        | —        | —        | "Perhaps" / "The General"                  |
| "—" não chegou às tabelas. |                             |          |          |          |          |          |          |          |          |          |          |          |          |          |          |          |                                            |

## DVDs
| Ano  | Detalhes | Certificações        |
| ---- | --- | -------------------- |
| 1992 | Use Your Illusion World Tour I - Lançamento: 1992 - Gravadora: Geffen (GEFV 39521) - Formato: DVD, VHS         | - Ouro - Ouro - Ouro |
| 1992 | Use Your Illusion World Tour II - Lançamento: 1992 - Gravadora: Geffen (GEFV 39522) - Formato: DVD, VHS        | - Ouro - Ouro        |
| 1998 | Welcome to the Videos - Lançamento: 27 de Outubro de 1998 - Gravadora: Geffen (GEFV 39557) - Formato: DVD, VHS |                      |
| 2017 | Guns N Roses Dvd Live At Slane Castle - Lançamento: 2017 - Gravadora: - Formato: DVD, Bluray                   | - 2× Platina - Ouro  |

## Vídeos musicais
| Ano  | Título                                                                                  | Diretor(es)                               |
| ---- | --------------------------------------------------------------------------------------- | ----------------------------------------- |
| 1987 | "It's So Easy" (não-lançado)                                                            | Nigel Dick                                |
| 1987 | "Welcome to the Jungle"                                                                 | Nigel Dick                                |
| 1987 | "Sweet Child o' Mine"                                                                   | Nigel Dick                                |
| 1987 | "Sweet Child o' Mine" (alternativo)                                                     | Nigel Dick                                |
| 1988 | "Paradise City"                                                                         | Nigel Dick                                |
| 1989 | "Patience"                                                                              | Nigel Dick                                |
| 1991 | "Mr. Brownstone" (não-lançado)                                                          | Jeffrey Abelson Andy Morahan Stan Winston |
| 1991 | "My Michelle" (não-lançado)                                                             | Jeffrey Abelson Andy Morahan Stan Winston |
| 1991 | "You Could Be Mine" (não-lançado)                                                       | Jeffrey Abelson Andy Morahan Stan Winston |
| 1991 | "You Could Be Mine" (versão de Exterminador do Futuro 2)                                | Jeffrey Abelson Andy Morahan Stan Winston |
| 1991 | "Don't Cry" (versão original)                                                           | Andy Morahan                              |
| 1991 | "Don't Cry" (com as letras alternadas)                                                  | Andy Morahan                              |
| 1991 | "Live and Let Die"                                                                      | Josh Richman                              |
| 1992 | "November Rain"                                                                         | Andy Morahan                              |
| 1992 | "Knockin' on Heaven's Door" (ao vivo)                                                   | Andy Morahan                              |
| 1992 | "Yesterdays"                                                                            | Andy Morahan                              |
| 1992 | "Garden of Eden"                                                                        | Andy Morahan                              |
| 1993 | "The Garden"                                                                            | Del James                                 |
| 1993 | "Dead Horse"                                                                            | Guns N' Roses Louis Marciano              |
| 1993 | "Civil War" (ao vivo)                                                                   |                                           |
| 1994 | "Estranged"                                                                             | Andy Morahan                              |
| 1994 | "Since I Don't Have You"                                                                | Sante D'Orazio                            |
| 1994 | "I Don't Care About You" (não-lançado)                                                  | August Jakobsson                          |
| 2009 | "Bad Apples"                                                                            |                                           |
| 2009 | "Better" (não-lançado)                                                                  | Dale Resteghini                           |
| 2010 | "It's So Easy" (YouTube VEVO)                                                           |                                           |
| 2018 | "Shadow Of Your Love" (1986, 2 versões, Lyric & Tour Edition NITL 2017-2018)            | Guns N' Roses team                        |
| 2018 | "Move To The City" (1988 Versão acústica, Lyric video com fotos da NITL Tour 2017-2018) | Guns N' Roses team                        |
| 2018 | "It's So Easy" (nova edição da versão de 1989)                                          | Nigel Dick                                |
| 2021 | "Hard Skool" (Lyric video com fotos da 2021 tour)                                       | Guns N' Roses team                        |
| 2023 | "Perhaps"                                                                               | Guns N' Roses team                        |